# Because of You (singolo Ne-Yo)
Because of You è un brano musicale del 2007 del cantautore Ne-Yo. È il primo singolo ad essere estratto dal suo secondo album, Because of You. Il singolo è entrato nella programmazione radiofonica a partire dal 4 febbraio 2007. La canzone è un "sequel" non ufficiale del precedente singolo Sexy Love.
La canzone è stata utilizzata nella colonna sonora del film Finalmente a casa e del videogioco Grand Theft Auto IV.
Il remix ufficiale del brano è stato affidato a Kanye West.

## Video musicale
Il video musicale è stato diretto da Melina Matsoukas, e vede protagonista, oltre a Ne-Yo, l'attrice Camila Alves, fidanzata dell'attore Matthew McConaughey. Il video è stato trasmesso per la prima volta il 14 marzo 2007, Inoltre il popolare sito web YouTube ha calcolato che il video di "Because of You" ha ricevuto oltre 100 milioni di visite.

## Tracce
Hit 3 Pack - EP:
1. Because of You - 4:26
2. So Sick - 3:27
3. Leaving Tonight (Featuring Jennifer Hudson) - 5:14

Remixes - EP:
1. Because of You (Sunfreakz Radio Edit) - 3:29
2. Because of You (Josh Harris Radio Edit) - 3:54
3. Because of You (Kriya vs. Erik Velez Radio Mix) - 3:54
4. Because of You (Sunfreakz Remix) - 7:17
5. Because of You (Josh Harris Vocal Club Mix) - 7:56
6. Because of You (Kriya vs. Erik Velez Club Mix) - 5:52

Remix - EP:
1. Because of You (Remix) [Featuring Kanye West] - 3:44

## Classifiche
| Classifica (2007) | Posizione massima |
| ----------------- | ----------------- |
| Australia         | 23                |
| Austria           | 64                |
| Brasile           | 12                |
| Belgio (Fiandre)  | 44                |
| Belgio (Vallonia) | 7                 |
| Canada            | 19                |
| Irlanda           | 10                |
| Giappone          | 1                 |
| Nuova Zelanda     | 1                 |
| Paesi Bassi       | 12                |
| Repubblica Ceca   | 27                |
| Stati Uniti       | 2                 |
| Portogallo        | 18                |
| Regno Unito       | 4                 |
| Svezia            | 24                |